# NK Marsonia 1909
Nogometni Klub Marsonia 1909 is een Kroatische voetbalclub uit Slavonski Brod. De club ontstond op 1 augustus 2011 als een fusie tussen MV Croatia en NK Marsonia.

## Geschiedenis
Croatia Slavonski Brod was in 1976 opgericht en voegde na de Kroatische onafhankelijkheid de letters 'MV' toe aan de naam. De club speelde altijd op lager niveau en de belangrijkste prestatie was de deelname aan de 2. HNL in het seizoen 2010/11.
NK Marsonia, opgericht in 1909, was lang de grootste club uit Slavonski Brod en nam meerdere seizoenen deel aan de 1. HNL. De club was de jaren voor de fusie weggezakt tot regionaal niveau. Het oude Marsonia werd het tweede team van de fusieclub.
De fusieclub degradeerde in het debuutseizoen 2011/12 direct en speelt met uitzondering van 2014/15 in de 3. HNL. 

## Eindklasseringen vanaf 2012
| Seizoen | Competitie  | Niveau | Eindstand | Beker     | Opmerking                                            |
| ------- | ----------- | ------ | --------- | --------- | ---------------------------------------------------- |
| 2011/12 | 2. HNL      | II     | 12        | voorronde |                                                      |
| 2012/13 | 3. HNL-Oost | III    | 12        | --        |                                                      |
| 2013/14 | 3. HNL-Oost | III    | 10        | 1e ronde  |                                                      |
| 2014/15 | 1. ŽNL-Oost | IV     | 1         | --        |                                                      |
| 2015/16 | 3. HNL-Oost | III    | 5         | --        |                                                      |
| 2016/17 | 3. HNL-Oost | III    | 5         | voorronde |                                                      |
| 2017/18 | 3. HNL-Oost | III    | 4         | --        |                                                      |
| 2018/19 | 3. HNL-Oost | III    | 7         | 8e finale |                                                      |
| 2019/20 | 3. HNL-Oost | III    | 1         | --        | promotie play-off > NK Junak Sinj: 0-2 (T) / 0-1 (U) |
| 2020/21 | 3. HNL-Oost | III    | 3         | --        |                                                      |
| 2021/22 | 3. HNL-Oost | III    | 4         | --        |                                                      |
| 2022/23 | 3. HNL-Oost | III    | 11        | 1e ronde  |                                                      |
| 2022/23 | 3. HNL-Oost | III    | .         |           |                                                      |